# Kałkowskie
Kałkowskie (deutsch Kalkowski) ist eine Ortschaft mit einem Schulzenamt der Landgemeinde Sośnie im Powiat Ostrowski der Woiwodschaft Großpolen in Polen.

## Geschichte

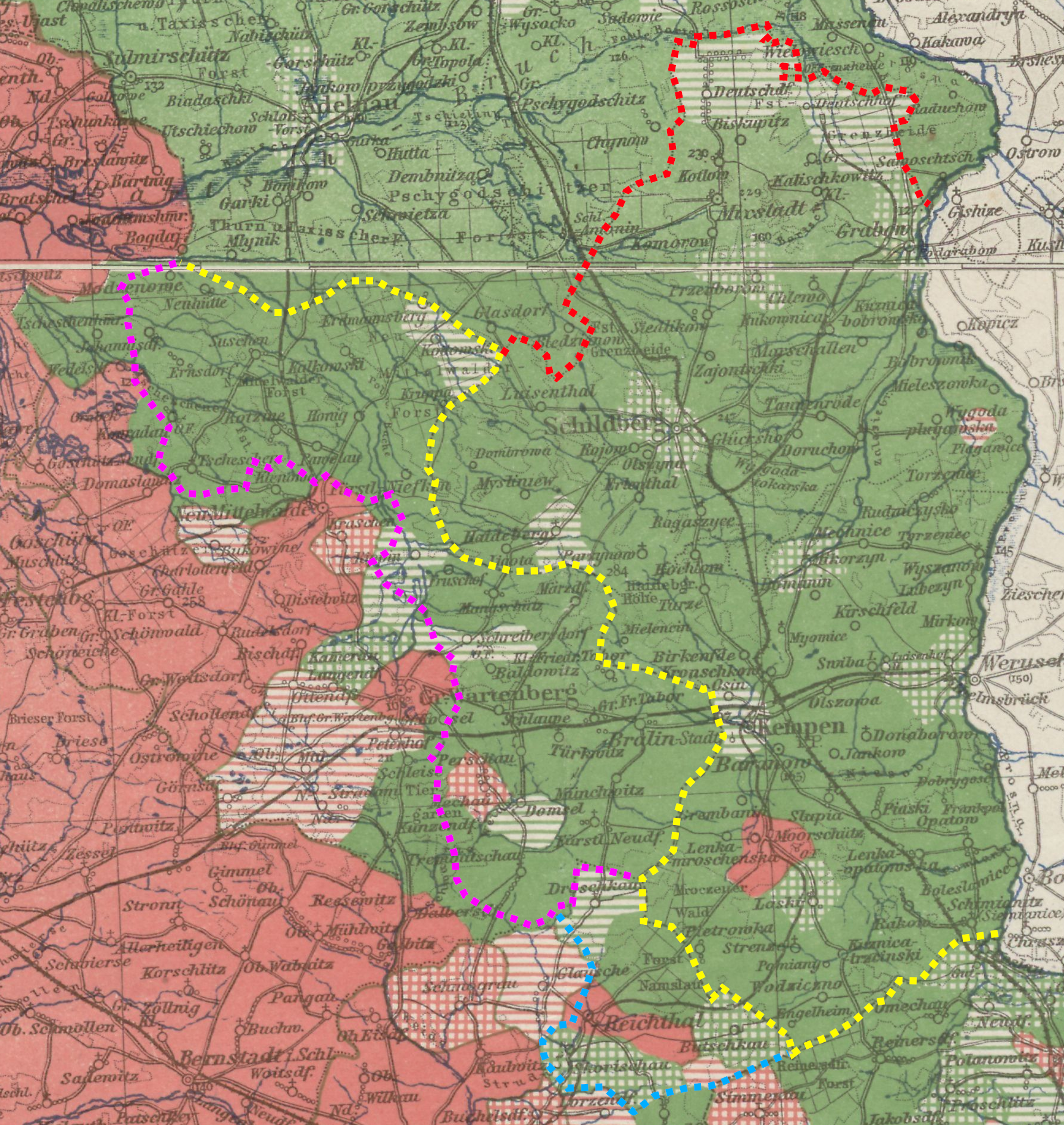
Sprachkarte aus dem Jahr 1910: Gelbe gestrichelte Linie: schlesisch-großpolnische Grenze, rosarote gestrichelte Linie: neue Grenze aus dem Jahr 1920

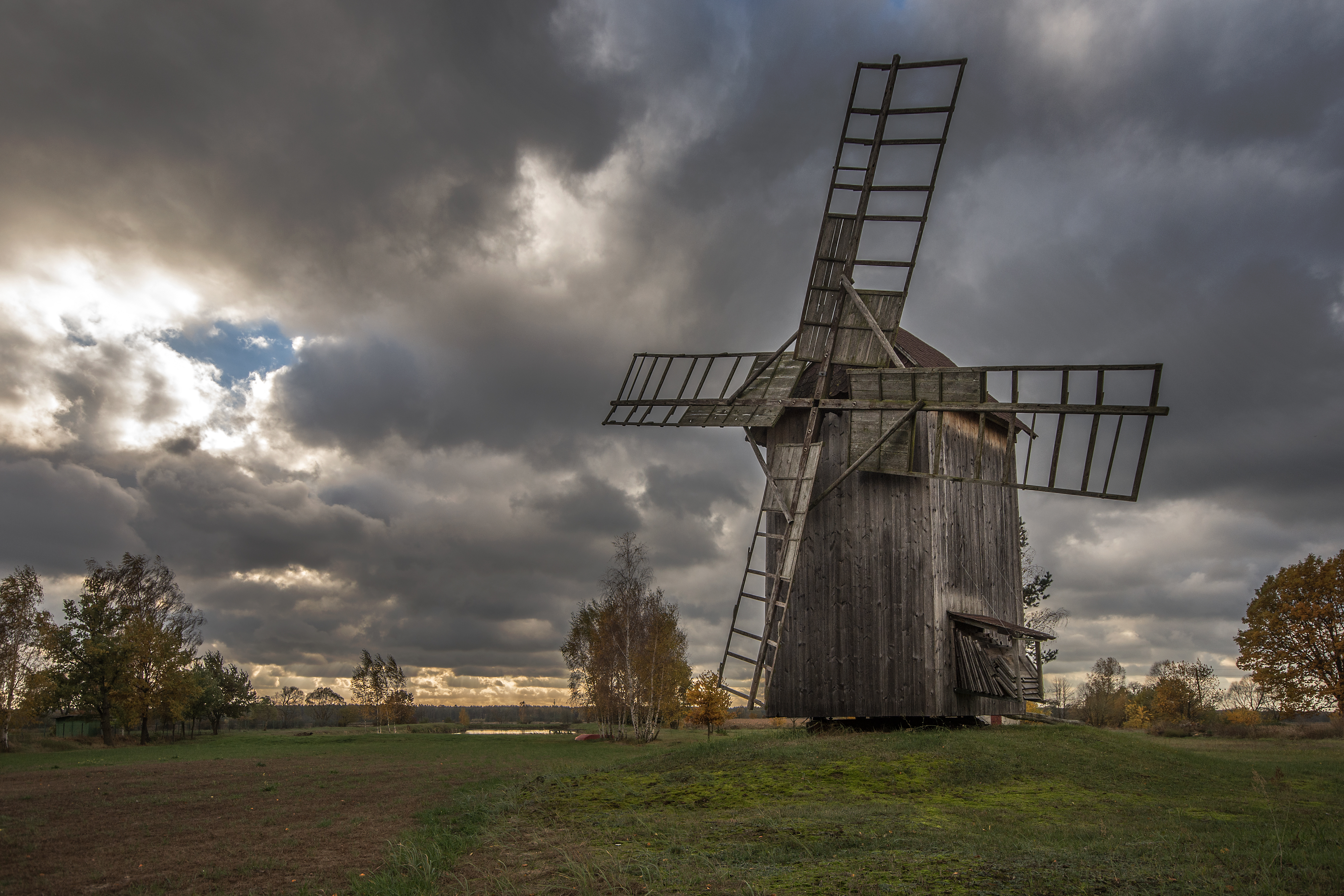
Windmühle in Kałkowskie aus dem Jahr 1900

Der Ort in den Medziborer (etwa „zwischen Wäldern“) Gütern am nordöstlichen Rande Niederschlesiens im bewaldeten Grenzbereich zu Großpolen wurde vor dem Jahr 1800 erwähnt. Der Ortsname ist vom Nachnamen Kałkowski abgeleitet.
Kalkowski gehörte von 1818 bis 1920 dem schlesischen Landkreis Groß Wartenberg an. Mit dem überwiegend polnischsprachigen Ostteil des Landkreises wurde Kałkowskie zum 10. Januar 1920 infolge des Versailler Vertrags vom Deutschen Reich an das wiedergegründete Polen abgetreten. Seitdem ist Kałkowskie mit der Woiwodschaft Posen bzw. Großpolen verbunden, zunächst im Powiat Odolanowski, ab 1932 im Powiat Ostrowski.
Im Jahr 1921 gab es in der Gemeinde Kałkowskie im Powiat Odolanów 75 Häuser mit 461 Einwohnern, 417 hielten sich für polnischer und 43 für deutscher Nationalität, 452 waren evangelisch, 9 römisch-katholisch. Im Gutsgebiet gab es dagegen 9 Häuser mit 82 Einwohnern, davon 79 deutscher und 3 polnischer Nationalität, 55 evangelischer und 27 römisch-katholischer Religion.
Beim Überfall auf Polen 1939 wurde das Gebiet von den Deutschen besetzt und dem Landkreis Ostrowo im Reichsgau Wartheland zugeordnet. Nach dem Krieg verließ die Mehrheit der evangelischen Dorfbevölkerung den Ort. Der evangelische Friedhof meistens mit deutschsprachigen Aufschriften ist verlassen und verfallen.
Von 1975 bis 1998 gehörte Kałkowskie zur Woiwodschaft Kalisz.